# لوران كازيمير
لوران كازيمير (بالفرنسية: Laurent Casimir)‏ هو رسام هايتي، ولد في 8 مايو 1928 في آنس فيوي في هايتي، وتوفي في 1990.